# Uncharted: Legacy of Thieves Collection
Uncharted: Legacy of Thieves Collection — дилогия компьютерных игр в жанре action-adventure от третьего лица, разработанная студиями Naughty Dog и Iron Galaxy Studios и изданная Sony Interactive Entertainment для игровой консоли PlayStation 5. Сборник включает в себя ремастер-версии игр изначально разработанных Naughty Dog для консоли PlayStation 4.

## Сюжет

### Uncharted 4: A Thief’s End
Спустя несколько лет после своих последних приключений, Нейтан Дрейк перестаёт заниматься поиском сокровищ и решает начать спокойную жизнь со своей женой Еленой Фишер, но вдруг объявляется давно потерянный брат Сэм, который ранее считался мёртвым, и рассказывает Нейтану о легендарных пиратских сокровищах, из-за чего он принимает решение вновь вернуться в мир воров.

### Uncharted: The Lost Legacy
Хлоя Фрейзер и её партнёрша Надин Росс собираются похитить артефакт Бивня Ганеши от преступников собирающихся продать его на чёрном рынке.

## Особенности
Uncharted: Legacy of Thieves Collection — сборник игр, который включает в себя Uncharted 4: A Thief’s End и Uncharted: The Lost Legacy. В нём имеются три режима производительности, которые позволяют игроку расставить приоритеты между качеством изображения и производительностью. Сборник поддерживает функции, меняющие подсветку периферийных устройств, например, Chroma Link от Razer. Графика игр также была улучшена.

## Отзывы
| Сводный рейтинг       | Сводный рейтинг | Сводный рейтинг |
| Издание               | Оценка          | Оценка          |
| Издание               | PC              | PS5             |
| --------------------- | --------------- | --------------- |
| Metacritic            | 88/100          | 87/100          |
| OpenCritic            | N/A             | 88/100          |
| «Критиканство»        | N/A             | 87/100          |
| Иноязычные издания    |                 |                 |
| Издание               | Оценка          | Оценка          |
| Издание               | PC              | PS5             |
| Eurogamer             | 8/10            | 8/10            |
| GameSpot              | N/A             | 8/10            |
| Hardcore Gamer        | 4/5             | 4/5             |
| IGN                   | N/A             | 8/10            |
| Jeuxvideo.com         | 17/20           | 16/20           |
| Push Square           | N/A             | [ 18 ]          |
| Русскоязычные издания |                 |                 |
| Издание               | Оценка          | Оценка          |
| Издание               | PC              | PS5             |
| 3DNews                | N/A             | 8/10            |
| GoHa.Ru               | N/A             | Эпично          |

Uncharted: Legacy of Thieves Collection получила положительные отзывы, согласно агрегатору Metacritic.
Рецензент журнала Hardcore Gamer в целом похвалил версию сборника для ПК, однако отметил несколько технических проблем, включая внезапное падение частоты кадров при загрузке новой области и ошибку шейдеров, которые выглядели как «сетка цветов, будто у Дрейка были ужасные ожоги третьей степени по всей челюсти». В заключении он написал: «Несмотря на эти несколько проблем, порт для ПК работает невероятно хорошо».